# مطرح أهل سعد الأعلى

تعديل مصدري - تعديل

مطرح أهل سعد الاعلى هي إحدى قرى عزلة سباح بمديرية سباح التابعة لمحافظة أبين، بلغ تعداد سكانها 56 نسمة حسب تعداد اليمن لعام 2004.